# Erich Herbst
Erich Herbst (* 15. Januar 1887 in Leipzig; † 9. April 1950 in Berlin) war ein deutscher Fußballspieler und Leichtathlet. Im bürgerlichen Beruf war er Oberzollsekretär.

## Karriere

### Vereine
Herbst gehörte dem BFC Preussen als Stürmer an, für den er in der Saison 1911/12 in der vom Verband Brandenburgischer Ballspielvereine ausgetragenen Meisterschaft Punktspiele bestritt.
In der vom VBB in zwei Gruppen ausgetragenen Meisterschaft ging er mit seiner Mannschaft als Sieger der Gruppe B hervor und bestritt am 7. und 21. April 1912 das in Hin- und Rückspiel ausgetragene Finale gegen den Sieger der Gruppe A, den Berliner TuFC Viktoria 89. Aus diesem ging er mit seiner Mannschaft mit einem Gesamtspielergebnis von 4:2 als Berliner Meister hervor.
Aufgrund der errungenen regionalen Meisterschaft spielte er mit dem BFC Preussen in der Endrunde um die Deutsche Meisterschaft und bestritt einzig das am 5. Mai 1912 im Hamburger Stadion Hoheluft ausgetragene und mit 1:2 gegen Holstein Kiel verlorene Viertelfinale.
Neben dem Fußball war Herbst als Leichtathlet beim BFC Preussen aktiv. 1916 wurde er Deutscher Meister im Diskus- und Speerwurf. Zudem konnte er zwischen 1912 und 1917 jeweils zwei weitere Silber- und Bronzemedaillen bei Deutschen Meisterschaften gewinnen.

### Auswahlmannschaft
Als Spieler der Auswahlmannschaft des Verbandes Brandenburgischer Ballspielvereine nahm er an der vierten Auflage des Wettbewerbs um den Kronprinzenpokal teil. Nachdem seine Mannschaft das Viertel- und Halbfinale am 8. Oktober und 12. November 1911 mit 10:0 und 2:1 gegen die Auswahlmannschaften des Baltischen Rasen- und Wintersport-Verbandes und des Norddeutschen Fußball-Verbandes haben gewinnen können, zog sie ins Finale ein. Bei der 5:6-Niederlage gegen die Auswahlmannschaft des Verbandes Süddeutscher Fußball-Vereine auf dem Union-Platz, der Spielstätte des BTuFC Union 1892, in Mariendorf bei Berlin vor 3000 Zuschauern erzielte er bereits in der ersten Minute den Führungstreffer zum 1:0.

## Erfolge
- Berliner Meister 1912
- Finalist um den Kronprinzenpokal 1912